# كاساندرا ديلاني
كاساندرا ديلاني (بالإنجليزية: Cassandra Delaney)‏ هي ممثلة أسترالية، ولدت في 1961.

## وصلات خارجية
- كاساندرا ديلاني على موقع IMDb (الإنجليزية)
- كاساندرا ديلاني على موقع ألو سيني (الفرنسية)
- كاساندرا ديلاني على موقع ميوزك برينز (الإنجليزية)
- كاساندرا ديلاني على موقع أول موفي (الإنجليزية)
- كاساندرا ديلاني على موقع قاعدة بيانات الأفلام السويدية (السويدية)
- كاساندرا ديلاني على موقع قاعدة بيانات الفيلم (الإنجليزية)